# 科羅夫宮
科羅夫宮（羅馬化：Klovskyi palats）是烏克蘭首都基輔的一座建築，也是烏克蘭最高法院的辦公地點。科羅夫宮是一座巴洛克式建築，修建於1752年至1756年。

## 外部連結
- 维基共享资源上的相關多媒體資源：科羅夫宮
- The Supreme Court of Ukraine